# 이산화 지르코늄
이산화 지르코늄(ZrO
2) 또는 지르코니아(zirconia, 지르콘과 구별)는 지르코늄의 백색의 결정 산화물이다. 자연적으로 발생하는 단사정계 광물이다. 보석과 모조 다이아몬드로 사용하기 위해 다양한 색으로 합성된다.
지르코니아는 높은 내열성을 이용하여 지르코늄 화합물을 하소시켜 만든다.

## 같이 보기
- 담금질
- 소결
- S형 별
- 이트리아 안정화 지르코니아